# Monte Alegre do Piauí
Monte Alegre do Piauí este un oraș în Piauí (PI), Brazilia.